# 李晓龙 (1973年)
李晓龙（1973年1月—），男，汉族，研究生学历，管理学博士，中共党员。1993年毕业于原西北建筑工程学院（现长安大学）给水排水工程专业。现任住房和城乡建设部党组成员、副部长。曾任住房城乡建设部房地产市场监管司房地产市场监测与开发管理处处长、副巡视员，住房保障司副司长，住建部政策研究中心主任，房地产市场监管司司长等职。